# Poena cullei

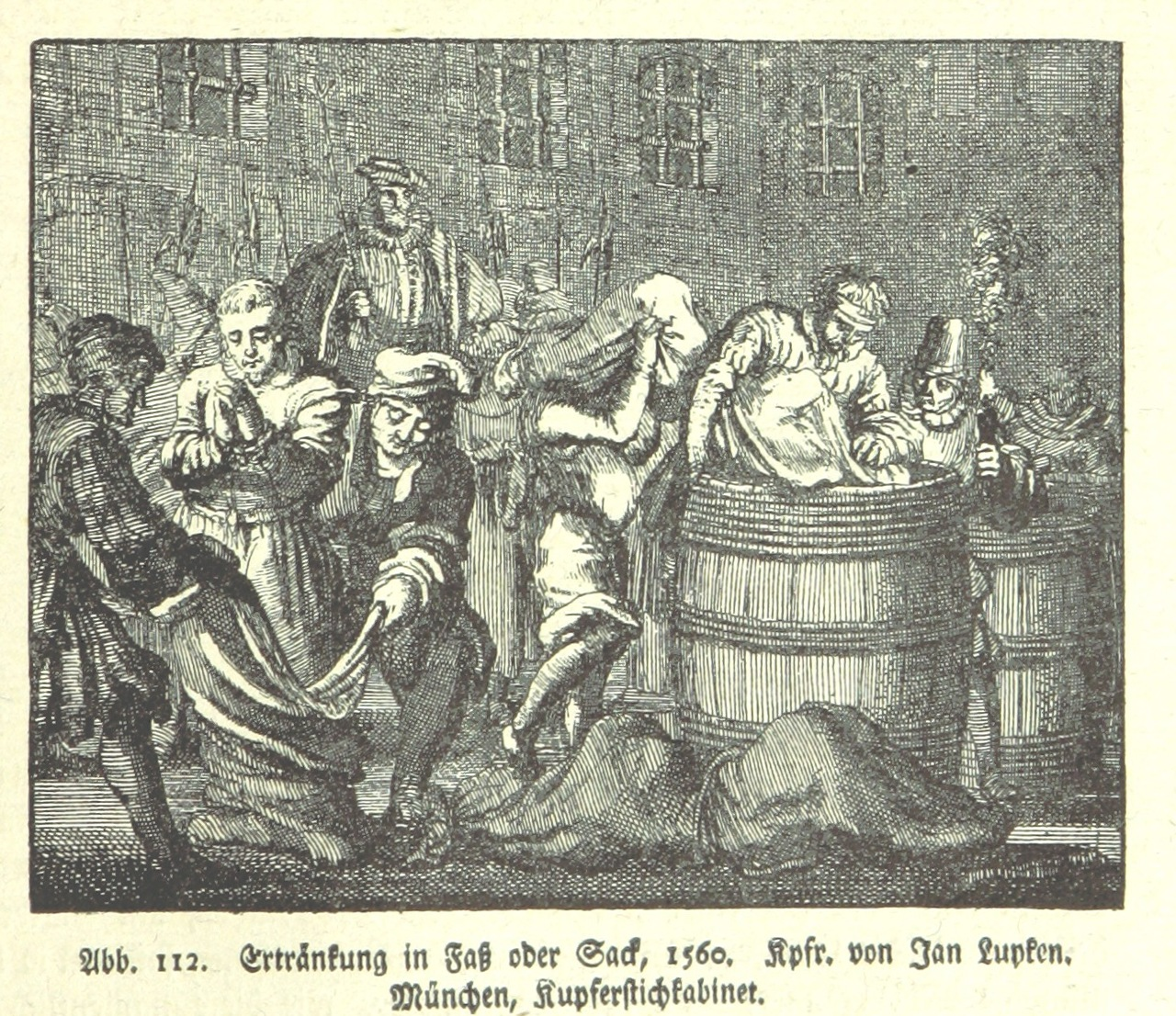
Ertränkung in Fass oder Sack, un bosquejo de 1560 que muestra la pena capital

Poena cullei (del latín ‘pena del saco’) era un tipo de pena de muerte impuesta bajo la ley romana a un sujeto que había sido declarado culpable de parricidio. El castigo consistía en meterlo en una bolsa de cuero posteriormente cosida, a veces con una variedad de animales vivos, y luego arrojarlo al agua. El castigo puede haber variado ampliamente en su frecuencia y forma precisa durante el período romano. Por ejemplo, el caso documentado más antiguo es de 100 a. C., aunque los eruditos creen que el castigo pudo haberse desarrollado aproximadamente un siglo antes (antes que eso, los asesinos, incluidos los parricidas, serían entregados a la familia agraviada para su castigo, en lugar de castigarlos por funcionarios del estado romano). La inclusión de animales vivos en el saco solo está documentada desde la época imperial temprana, y al principio, solo se mencionan las serpientes.
En la época del emperador Adriano (siglo II), se documentó la forma más conocida de castigo, en la que se insertaba un gallo, un perro, un mono y una víbora en el saco. Sin embargo, durante el imperio de Adriano, poena cullei se convirtió en una forma opcional de castigo para los parricidas (la alternativa era arrojarse a las bestias en la arena). Durante el siglo III hasta la ascensión del emperador Constantino, la poena cullei cayó en desuso; Constantino lo revivió, pero ahora con solo serpientes en el saco. Más de 200 años después, el emperador Justiniano reinstituyó el castigo con los cuatro animales, y la poena cullei siguió siendo la pena legal para los parricidas dentro de la ley bizantina durante los siguientes 400 años, cuando fue reemplazada con el castigo de que los parricidas fueran quemados vivos.
Poena cullei obtuvo una especie de resurgimiento a finales de la Edad Media y principios de la Alemania moderna, con casos tardíos de ahogamiento en un saco junto con animales vivos documentados desde Sajonia en la primera mitad del siglo XVIII.

## Ritual de ejecución
El historiador del siglo XIX Theodor Mommsen compiló y describió en detalle los diferentes elementos que han sido calificados como elementos de la ejecución ritual de un parricida durante la época romana. El siguiente párrafo está basado en esa descripción. No es considerado un ritual estático que siempre fue observado, sino como una enumeración descriptiva de elementos recopilados de diferentes fuentes escritas a lo largo de un periodo de varios siglos. Por ejemplo, Mommsen señala que el mono difícilmente pudo haber sido un elemento antiguo durante la ejecución del ritual.
Primero, la persona era azotada o golpeada con las virgis sanguinis ("varillas de color sangre", probablemente) y su cabeza era cubierta con una bolsa hecha de piel de lobo. Se le colocaban zuecos, o zapatos de madera, en los pies, y luego era introducido en el poena cullei, un saco hecho de cuero de buey. Una vez dentro del saco, también se introducía un surtido de animales vivos. Aunque discutiblemente, las combinaciones más famosas fueron la de una serpiente, un gallo, un mono y un perro. Luego, se colocaba el saco en una carreta conducida por bueyes negros a un arroyo o al mar, donde se arrojaba al agua.
Se han encontrado variaciones e interpretado algunas de las frases en latín de manera diferente. Por ejemplo, Cicerón en su obra De Inventione, una de las primeras, señala que la boca del criminal era cubierta con una bolsa de cuero y no con piel de lobo. También señala que la persona debía estar en prisión hasta que el gran saco estuviese hecho; sin embargo, si se considera que al menos un autor moderno cree que el saco en cuestión, culleus,  habría sido uno de los grandes, muchos sacos comunes de Roma transportaban vino en ellos, de modo que el saco habría estado listo en poco tiempo. Según el mismo autor, estos sacos de vinos tenían un volumen de 547 L.
Otro detalle controvertido se refiere precisamente al cómo, y con qué medios, se golpeaba al individuo. Max Radin, en su ensayo de 1920 The Lex Pompeia and the Poena Cullei, observó que, como expiación, los convictos eran golpeados hasta que sangrasen, motivo por el que algunos autores que han comentado la obra han traducido la frase por «golpeado con varillas hasta que sangra», pero puede ser que las varillas estuviesen pintadas de rojo. Radin también apunta una tercera opción en la que plantea que las varillas podrían haber sido un tipo de arbusto, ya que está documentado en otras fuentes que se pensaba que era purificador golpear a un individuo con determinados tipos de arbusto.

## Publicius Malleolus
La imagen obtenida del ritual anterior se compila a partir de fuentes que varían en sus fechas de composición generalmente aceptadas desde el siglo I a. C. hasta el siglo VI a. C., es decir, durante un período de 600 a 700 años. Se mencionan diferentes elementos en las diversas fuentes, por lo que el ritual de ejecución real en cualquier momento en particular puede haber sido sustancialmente distinto del ritual realizado en otros momentos. Por ejemplo, la Retórica a Herenio, un tratado de un autor desconocido del 90 a. C. detalla la ejecución de un Publicius Malleolus, declarado culpable de asesinar a su propia madre, junto con una cita de la ley pertinente:

Another law says: "He who has been convicted of murdering his parent shall be completely wrapped and bound in a leather sack and thrown in a running stream" … Malleolus was convicted of matricide. Immediately after he had received sentence, his head was wrapped in a bag of wolf's hide, the "wooden shoes" were put upon his feet and he was led away to prison. His defenders bring tablets into the jail, write his will in his presence, witnesses duly attending. The penalty is exacted of him.
Otra ley dice: "El que ha sido condenado por el asesinato de su padre será completamente envuelto y atado en una bolsa de cuero y arrojado en una corriente de agua" … Malleolus fue declarado culpable de matricidio. Inmediatamente después de haber recibido la sentencia, su cabeza fue envuelta en una bolsa de piel de lobo, los "zapatos de madera" fueron puestos sobre sus pies y fue llevado a prisión. Sus defensores traen tablillas a la cárcel, escriben su testamento en su presencia, testigos debidamente atendidos. La pena se le impone.

En esta primera referencia no se menciona a los animales vivos como cohabitantes dentro del saco, ni se menciona la presencia de latigazos iniciales, ni que el Malleolus, contenido dentro del saco, fue transportado al río en un carro conducido por bueyes negros.
El historiador romano Livio sitúa la ejecución de Malleolus aproximadamente 10 años antes que la composición de Rhetoricia ad Herennium (aproximadamente 100 a. C.) y afirma, además, que Malleolus fue el primero en la historia de Roma que fue condenado a ser introducido en un saco y arrojado al agua a causa del parricidio.

## Posibles antecedentes
Los historiadores Dionisio de Halicarnaso y Valerio Máximo, conectan la práctica de la poena cullei con un presunto incidente bajo el rey Tarquinio el Soberbio (535-509 a. C.). Durante su reinado, el estado romano aparentemente adquirió los llamados Oráculos Sibilinos, libros de profecía y rituales sagrados. El rey nombró a un par de sacerdotes, los Duumviri sacrorum, para proteger los libros, pero uno de ellos, Marco Atilio, fue sobornado, y en consecuencia, divulgó algunos de los secretos de los libros. Por esa violación de la religión, Tarquinio ordenó que lo cosieran dentro de un saco y lo arrojaran al mar. Según Valerio Máximo, pasó mucho tiempo tras este evento, y hasta que este castigo fue instituido por el crimen de parricidio también, mientras que Dionisio dice que, además de ser sospechoso de divulgar los textos secretos, Atilius fue, de hecho, acusado de haber matado a su propio padre.
El historiador griego Plutarco, sin embargo, en su "Vida de Rómulo" afirma que el primer caso en la historia romana de un hijo que mató a su propio padre sucedió más de cinco siglos después de la fundación de Roma (fecha de fundación tradicional 753 a. C.), cuando un hombre llamado Lucius Hostius asesinó a su propio padre después de las guerras con Aníbal, es decir, después de la segunda guerra púnica (que terminó en el 201 a. C.). Plutarco, sin embargo, no específica cómo fue ejecutado Lucius Hostius, o incluso si fue ejecutado por el estado romano. Además, señala que en la época de Romulo y durante los primeros siglos, el parricidio se consideraba más o menos sinónimo de lo que ahora se llama homicidio, y que antes de los tiempos de Luicio Hostio, el asesinato del propio padre, ( es decir, parricidio), era moralmente "impensable".
Según Cloud y otros estudiosos modernos de la antigüedad clásica romana, un cambio fundamental en el castigo de los asesinos puede haber ocurrido hacia el final del siglo III a. C., posiblemente provocado por incidentes específicos, como el asesinato de su padre por Lucius Hostius, y , más en general, ocasionado por la brutalización concomitante de la sociedad a raíz de las prolongadas guerras con Hannibal. Anteriormente, los asesinos habrían sido entregados a la familia de la víctima para exigir su venganza, mientras que desde el siglo II a. C., el castigo de los asesinos se convirtió en asunto del estado romano, en lugar de otorgar a la familia ofendida la licencia completa para llevar a cabo el castigo apropiado para el asesino de un miembro de la familia. Dentro de ese contexto particular, Cloud señala que ciertos chistes contenidos en las obras del dramaturgo de principios del siglo II, Plauto, pueden leerse como refiriéndose a la reciente introducción del castigo por el saco específicamente para parricidas (sin que los animales estén involucrados).
Otro incidente anterior a la ejecución de Malleolus es relevante. Unos 30 años antes de los tiempos de Malleolus, en los levantamientos y disturbios causados por el programa de reforma impulsado por Tiberio Graco, un hombre llamado Caius Villius, un aliado de Graco, fue condenado por algún cargo, y fue encerrado en un barco o jar, a la que se agregaron serpientes.

## Legislación delsigloIa.C.
Han sido documentadas dos leyes del siglo I a. C. que son principalmente relevantes para la legislación de asesinato en general y para la legislación del parricidio en particular. La Lex Cornelia De Sicariis, promulgada en la década de los ochenta, y la Lex Pompeia de Parricidiis, promulgada en torno al 55 a. C. Según un comentarista de obras del siglo XIX, la relación entre estas dos leyes antiguas puede haber sido que fuese la Lex Pompeia la que especificase el poena cullei como castigo particular para un parricida, debido a la referencia directa a la Lex Cornelia que muestra que el típico castigo para un envenenador o asesino en general, no para un crimen específico de parricidio, era el destierro.
Los comentarios realizados por el jurista del siglo III d. C. Aelio Marciano, preservados en una colección de dichos jurídicos del siglo VI, el Digesto, sostienen el contenido inferido de la Lex Cornelia y la Lex Pompeia a partir de las fuentes primarias conservadas:

By the lex Pompeia on parricides it is laid down that if anyone kills his father, his mother, his grandfather, his grandmother, his brother, his sister, first cousin on his father's side, first cousin on his mother's side, paternal or maternal uncle, paternal (or maternal) aunt, first cousin (male or female) by mother's sister, wife, husband, father-in-law, son-in-law, mother-in-law, (daughter-in-law), stepfather, stepson, stepdaughter, patron, or patroness, or with malicious intent brings this about, shall be liable to the same penalty as that of the lex Cornelia on murderers. And a mother who kills her son or daughter suffers the penalty of the same statute, as does a grandfather who kills a grandson; and in addition, a person who buys poison to give to his father, even though he is unable to administer it.
Por la "Lex Pompeia" sobre parricidas se establece que si alguien mata a su padre, a su madre, a su abuelo, a su abuela, a su hermano, a su hermana, al primo hermano de su padre, al primo hermano de su madre, al tío paterno o materno, a la tía paterna (o materna), al primo hermano o hermana de la madre, a su esposa, a su esposo, a su suegro, a su yerno, a su suegra, (a su nuera), a su padrastro, a su hijastro, a su hijastra, a su mecenas o a su patrona, o con malas intenciones, este será castigado con la misma pena que la de la "Lex Cornelia" sobre los asesinos. Y una madre que mata a su hijo o hija sufre la penalización de la misma ley, así como un abuelo que mata a su nieto; y, además, una persona que compra veneno para dárselo a su padre, a pesar de que no sea capaz de administrarlo.

Los expertos contemporáneos siguen teniendo algunas discrepancias en lo que respecta al significado actual del delito denominado "parricidio", en la misma relación entre la Lex Cornelia y la Lex Pompeia generalmente, y en la práctica y la forma del poena cullei específicamente. Por ejemplo, Kyle resume en una nota a pie de página una de las controversias contemporáneas más relevantes de la siguiente manera:

Cloud (1971), 42–66, suggests that Pompey's law on parricide, the Lex Pompeia de Parricidiis (Dig. 48.9.1), probably of 55 or 52 BC defined parricide in terms of the murder of parents or close relatives, assimilated it with other forms of homicide, and suspended the sack and replaced it with the interdictio.
Cloud (1971), 42-66, sugiere que la ley de Pompeyo sobre el parricidio, la Lex Pompeia de Parricidiis (Dig. 48.9.1), probablemente en el 55 o el 52 a. C. definió el parricidio en término de asesinato de familiares o parientes cercanos, asimilándolo con otras formas de homicidio, y suspedió el saco y lo reemplazó con el interdictio
Donald C. Kyle (2012)

## Escritos de Marco Tulio Cicerón
Marco Tulio Cicerón, el conocido abogado, orador y político del siglo I a. C., proporciona en sus copiosos escritos varias referencias al castigo de la poena cullei, pero en ninguno aporta referencias sobre los animales vivos, hecho que se documentó en las escrituras por otros autores de épocas posteriores. En su discurso de defensa del 80 a. C. para Sexto Roscio (acusado de haber asesinado a su propio padre), expone la importancia simbólica del castigo de la siguiente manera, por ejemplo, ya que Cicerón creía haber sido ideado y diseñado por las generaciones romanas anteriores:

They therefore stipulated that parricides should be sewn up in a sack while still alive and thrown into a river. What remarkable wisdom they showed, gentlemen! Do they not seem to have cut the parricide off and separated him from the whole realm of nature, depriving him at a stroke of sky, sun, water and earth – and thus ensuring that he who had killed the man who gave him life should himself be denied the elements from which, it is said, all life derives? They did not want his body to be exposed to wild animals, in case the animals should turn more savage after coming into contact with such a monstrosity. Nor did they want to throw him naked into a river, for fear that his body, carried down to the sea, might pollute that very element by which all other defilements are thought to be purified. In short, there is nothing so cheap, or so commonly available that they allowed parricides to share in it. For what is so free as air to the living, earth to the dead, the sea to those tossed by the waves, or the land to those cast to the shores? Yet these men live, while they can, without being able to draw breath from the open air; they die without earth touching their bones; they are tossed by the waves without ever being cleansed; and in the end they are cast ashore without being granted, even on the rocks, a resting-place in death.
Por lo tanto, estipularon que los parricidas deben coserse en un saco mientras todavía están vivos y arrojados a un río. ¡Qué notable sabiduría mostraron, señores! ¿No parece que cortaron el parricidio y lo separaron de todo el reino de la naturaleza, privándolo de un golpe del cielo, el sol, el agua y la tierra, y asegurando así que él que había matado al hombre que le dio la vida debería lo mismo? se les niega los elementos de los cuales, se dice, deriva toda la vida. No querían que su cuerpo estuviera expuesto a animales salvajes, en caso de que los animales se volvieran más salvajes después de entrar en contacto con semejante monstruosidad. Tampoco querían arrojarlo desnudo a un río, por temor a que su cuerpo, llevado hacia el mar, contaminara ese mismo elemento por el cual se cree que todas las demás impurezas se purifican. En resumen, no hay nada tan barato o tan comúnmente disponible que permitiera a los parricidas compartirlo. ¿Para qué es tan libre como el aire para los vivos, la tierra para los muertos, el mar para aquellos arrojados por las olas, o la tierra para los arrojados a las costas? Sin embargo, estos hombres viven, mientras pueden, sin poder respirar al aire libre; mueren sin que la tierra toque sus huesos; son arrojados por las olas sin haber sido purificados; y al final son echados a tierra sin que se les conceda, incluso en las rocas, un lugar de descanso en la muerte.
Cicerón

Que la práctica de coser a los asesinos de sus padres en sacos y tirarlos al agua seguía siendo un tipo activo de castigo en la época de Cicerón, al menos a nivel provincial, se deja en claro dentro de una carta conservada que Marcus escribió a su propio hermano Quinto. quien como gobernador en Asia Menor en los años 50 a. C., de hecho, impuso ese castigo preciso a dos lugareños en Esmirna, como observa Marcus.

## Dinastía Julio-Claudia, los dos Sénecas y Juvenal
Sea cual fuese la forma o la frecuencia del castigo del saco con la que realmente se practicó durante la República romana tardía o los inicios del Imperio romano, el historiador Suetonio, en su biografía del Emperador Augusto (r. 27 a. C.-14 d. C.), apunta que el emperador autorizó activamente la realización de esta pena:

Furthermore, he administered justice not only with the utmost care but also with compassion as is illustrated in the case of a defendant clearly guilty of parricide; to keep him from being sewn into the sack (only those who confessed suffered this punishment) Augustus reportedly asked, "Surely you did not kill your father?"
Además, administró justicia no solo con el mayor cuidado, sino también con compasión, tal y como es ilustrado en el caso de un acusado claramente culpable de parricidio; para evitar que fuese cosido al saco (solo aquellos que confesaron que sufrieron el castigo) Augusto preguntó supuestamente, "¿Estás seguro de que no mataste a tu padre?"

Mientras que la mentalidad del emperador Claudio (r. 41-54 d. C.) había sido bastante opuesta. Por ejemplo, el mentor del Emperador Nerón, Séneca el Joven años los tiempo de Claudio de la siguiente manera:

The Emperor Claudius sewed more men into the culleus in five years than history says were sewn up in all previous centuries. We saw more cullei than crucifixions.
El Emperador Claudio cosió más hombres en el culleus en cinco años de lo que la historia dice que fueron cosidos en todos los siglos anteriores. Vimos más cullei que crucifixiones.
Séneca el Joven

Séneca menciona las serpientes en el contexto del castigo. Incluso antes de Séneca el Joven, su padre, Séneca el Viejo, quien vivió durante el reinado de Augusto, Tiberio y Calígula, indica en un comentario que las serpientes serían puestas en el culleus:

The postponement of my punishment was unpleasant: waiting for it seem worse than suffering it. I kept imagining the culleus, the snake, the deep.
El aplazamiento de mi castigo fue desagradable: esperar por el pareció peor que sufrirlo. Seguí imaginando el culleus, la serpiente, la profundidad.
Séneca el Viejo

Juvenal, un satírico de tiempo posterior (nacido c. a. 50 e. C.) también aporta evidencias para el mono, en las que además se compadece del mono, en un determinado momento, como un inocente. En una ocasión, Juvenal sugirió que para Nerón no sería suficientemente bueno meterlo en un mero saco. Esto podría ser una referencia tanto a la muerte de la madre de Nerón, Agripina, cómo "asesinó" su patria. Juvenal no fue el único que pensó que el saco era el estándar apropiado para el castigo que se merecía Nerón; las estatuas de Nerón fueron despojadas y vandalizados, y según el historiador romano, Suetonio, una estatua fue cubierta con un saco y se le colocó una placa que decía "He hecho lo que pude. ¡Pero te mereces el saco!".

## El Emperador Adriano y los juristas posteriores
En el Digesto 48.9.9 se conserva la que probablemente es la formulación más famosa del poena cullei, de los dichos del jurista Herenio Modestino, de mediados del siglo III d. C.:

According to the custom of our ancestors, the punishment instituted for parricide was as follows;  A parricide is flogged with blood-colored rods, then sewn up in a sack with a dog, a dunghill cock, a viper, and a monkey; then the sack is thrown into the depths of the sea. This is the procedure if the sea is close at hand; otherwise, he is thrown to the beasts, according to the constitution of the deified Hadrian:
De acuerdo con la costumbre de nuestros ancestros, el castigo instituido para el parricida fue el siguiente: es azotado con varillas de color sangre, luego cosido en un saco con un perro, un gallo del estercolero, una víbora y un mono; luego el saco es tirado a las profundidades del mar. Este es el procedimiento si el mar está a mano; de lo contrario, es tirado a las bestias de acuerdo con la constitución del deificado Adriano.
Herenio Modestio

Por lo tanto, esto es visto en los tiempos de Adriano (r. 117-138 d. C.), el castigo por parricidio fue básicamente hecho opcional, ya que el convicto puede ser tirado a la arena del anfiteatro en su lugar. Además, se preserva un rescripto de Adriano del siglo IV del gramático Dositheus Magister que contiene la información de que el carro con el saco y su contenido vivo era conducido por bueyes negros.
A finales del siglo III, el jurista Paulo dice que el poena cullei había caído en desuso y que los parricidas eran enterrados vivos o arrojados a las bestias en su lugar.
Sin embargo, aunque Paulo indica que el castigo de poena cullei estaba obsoleto en sus días, el padre de la Iglesia Eusebio, en sus notas de los Mártires de Palestina apunta un caso de un hombre cristiano, Ulpianos, en Tyre, que fue "cruelmente azotado" y luego colocado en cuero de buey crudo, ambos con un perro y una serpiente venenosa, para luego echarlos al mar. Señala que el incidente tuvo lugar en el 304 d. C.

## Renacimiento de Constantino el Grande
A causa del comentario de Paulus, varios eruditos piensan que el castigo de poena cuelli cayó en desuso en el siglo III a. C., pero el castigo fue revivido y ampliado (incluyendo padres que mataron a sus hijos como responsables del castigo) por el emperador Constantino en un rescripto de 318 a. C. Este rescripto se retuvo en el siglo VI del Codex Justinianus y dice lo siguiente:

Emperor Constantine to Verinus, Vicar of Africa.

Whoever, secretly or openly, shall hasten the death of a parent, or son or other near relative, whose murder is accounted as parricide, will suffer the penalty of parricide. He will not be punished by the sword, by fire or by some other ordinary form of execution, but he will be sewn up in a sack and, in this dismal prison, have serpents as his companions. Depending on the nature of the locality, he shall be thrown into the neighboring sea or into the river, so that even while living he may be deprived of the enjoyment of the elements, the air being denied him while living and interment in the earth when dead.
El emperador Constantino a Verinus, Vicario de África.

Quien, secreta o abiertamente, apresure la muerte de un padre, hijo u otro pariente cercano, cuyo asesinato se contabilice como parricidio, sufrirá la pena de parricidio. No será castigado con la espada, el fuego o cualquier otra forma ordinaria de ejecución, sino que será cosido en una bolsa y, en esta triste prisión, tendrá serpientes como compañeros. Dependiendo de la naturaleza de la localidad, será arrojado al mar vecino o al río, de modo que incluso mientras viva podrá verse privado del disfrute de los elementos, negándosele el aire mientras vivía y enterraba a la tierra cuando muerto.
Dado el 16 de noviembre (318)

## Legislación de Justiniano
El Corpus iuris civilis, el nombre para el cuerpo masivo de la ley promulgada por el emperador Justiniano a partir de la década de 530 d. C. y en adelante, consta de dos colecciones históricas de leyes y su interpretación (en Digesto, las opiniones de los abogados preeminentes del pasado, y el Código de Justiniano, una colección de edictos y rescriptos de emperadores anteriores), junto con el texto introductorio de Jusinian para estudiantes de Derecho, Institutiones, más las Novellae, los edictos posteriores de Justiniano. Que las colecciones anteriores estaban destinadas a ser fuentes de la práctica actual y actual de la ley, en lugar de solo ser de interés histórico, se puede ver, por ejemplo, a partir de la inclusión y modificación de la famosa descripción de Poené Cullei de Modestinus (Digesto 48.9), en el texto de la propia ley de Justiniano en los Institutos 4.18.6.:

A novel penalty has been devised for a most odious crime by another statute, called the lex Pompeia on parricide, which provides that any person who by secret machination or open act shall hasten the death of his parent, or child, or other relation whose murder amounts in law to parricide, or who shall be an instigator or accomplice of such crime, although a stranger, shall suffer the penalty of parricide. This is not execution by the sword or by fire, or any ordinary form of punishment, but the criminal is sewn up in a sack with a dog, a cock, a viper, and an ape, and in this dismal prison is thrown into the sea or a river, according to the nature of the locality, in order that even before death he may begin to be deprived of the enjoyment of the elements, the air being denied him while alive, and interment in the earth when dead. Those who kill persons related to them by kinship or affinity, but whose murder is not parricide, will suffer the penalties of the lex Cornelia on assassination.
Una nueva pena ha sido diseñada para el crimen más odioso por otro estatuto, llamado lex Pompeia sobre parricidio, que establece que cualquier persona que por maquinación secreta o acto abierto apresure la muerte de su padre o hijo u otra relación cuyo asesinato cantidades en derecho a parricidio, o quién será un instigador o cómplice de tal crimen, aunque un extraño, sufrirá la pena de parricidio. Esto no es ejecutado por la espada o el fuego, o cualquier forma ordinaria de castigo, sino que el criminal está cosido en un saco con un perro, un gallo, una víbora y un simio, y en esta triste prisión es arrojado al mar o un río, según la naturaleza de la localidad, para que incluso antes de morir pueda comenzar a privarse del disfrute de los elementos, negándosele el aire mientras está vivo, y enterrándose en la tierra cuando muera. Aquellos que matan a personas relacionadas con ellos por afinidad o afinidad, pero cuyo asesinato no es parricidio, sufrirán las penas de la Lex Cornelia por el asesinato.

Se ve que Justiniano considera esto como una nueva promulgación de una vieja ley, y que incluye no solo las interpretaciones simbólicas del castigo como las encontradas en, por ejemplo, Cicerón, sino también la extensión de Constantino de la pena a los padres que asesinan a sus propios hijos. En Justiniano, en relación con Constantino, vemos la inclusión en el saco del perro, el gallo y el mono, no solo la serpiente. Algunos historiadores modernos, como O.F. Robinson, sospechan que la redacción precisa del texto en los Institutiones 4.18.6 sugiere que la referencia reivindicada en Digesto 48.9.9 de Modestinus es en realidad una sexta interpolación moderna en el texto de la ley del siglo III d. C., en lugar de ser una cita fiel de Modestinus.

### Abolición
La poena cullei fue eliminada como el castigo para los parricidas dentro del Imperio bizantino en el código de la ley Basilika, promulgado más de 300 años después de los tiempos de Justiniano, alrededor del 892 d. C. Como Margaret Trenchard-Smith señala, sin embargo, en su ensayo Locura, Exculpación y Despojamiento, que «esto no necesariamente denota un ablandamiento de la actitud. De acuerdo con la Sinopsis Basilicorum (una edición abreviada de Basilika), los parricidas se van a lanzar a las llamas».

## Renacimiento alemán en la Edad Media y más allá
La penalización del saco, con los animales incluidos, experimentó un resurgimiento en partes de la Alemania tardía y medieval (particularmente en Sajonia). El comentarista del siglo XIV sobre la compilación de leyes y costumbres del siglo XIII del Sachsenspiegel, Johann von Buch, por ejemplo, afirma que la poena cullei es el castigo apropiado para los parricidas. Sin embargo, algunas diferencias evolucionaron dentro del ritual alemán, en relación con el ritual romano original. Aparentemente, el gallo no estaba incluido, y la serpiente podría ser reemplazada con una pintura de una serpiente en un pedazo de papel y el mono podría ser reemplazado por un gato. Además, el gato y el perro a veces estaban separados físicamente de la persona, y el propio saco (con sus dos particiones) estaba hecho de lino, en lugar de cuero.
La diferencia entre usar lino y no cuero es que la ropa se empapa fácilmente y los habitantes se ahogarán, mientras que un saco de cuero hermético causará la muerte por asfixia debido a la falta de aire, en lugar de la muerte por ahogamiento. En un caso de 1548 de Dresde, la intención era sofocar al culpable (que había matado a su madre), en lugar de ahogarlo. Con él en el saco de cuero había un gato y un perro, y el saco se hizo hermético, cubriéndolo con brea. Sin embargo, el saco elegido era demasiado pequeño y había sido estirado demasiado, de modo que cuando el saco golpeó las aguas después de ser arrojado del puente, se abrió. El gato y el perro lograron alejarse nadando y sobrevivir, mientras que el criminal (presumiblemente atado) "recibió su castigo antes de lo que había sido su intención", es decir, morir ahogándose en su lugar.
El último caso donde este castigo es, según algunos, supuestamente ejecutado, es en 1734, en algún lugar de Sajonia. Otra tradición, sin embargo, se evidencia en la ciudad sajona de Zittau, donde el último caso se supone que ocurrió en 1749. En al menos un caso en Zittau 1712, y se utilizó una serpiente colubrida no venenosa. El ritual de Zittau consistía en poner a las víctimas en un saco negro y mantenerlas bajo el agua durante no menos de seis horas. Mientras tanto, los chicos del coro en la ciudad tenían el deber de cantar el Salmo compuesto por Martín Lutero, Aus tiefer Not schrei ich zu dir (De la profunda aflicción te grito). El castigo del saco fue abolido expresamente en Sajonia en un rescripto del 17 de junio de 1761.

## Según informes chinos
El Wenxian Tongkao, escrito por el historiador chino Ma Duanlin (1245-1322), y la Historia de la canción describen cómo el emperador bizantino Miguel VII Ducas, VII (Mie li sha ling kai sa 滅力沙靈改撒) de Fu lin (拂 菻 , es decir, Bizancio) envió una embajada a la dinastía Song de China, que llegó en noviembre de 1081, durante el reinado del emperador Shenzong de Song (1067-1085). La Historia de la Canción describe los dones tributarios de la embajada bizantina, así como los productos fabricados en Bizancio. También describió las formas de castigo en la ley bizantina, como el azote, así como la pena capital de ser metido en una «bolsa de plumas» y tirado al mar. Esta descripción parece corresponderse con el castigo romano-bizantino de poena cullei.

## En obras de ficción
En su novela de 1991, Sangre romana, Steven Saylor presenta una versión ficticia, aunque documentada, de cómo pudo suceder el castigo romano poena cullei. La referencia al castigo está relacionada con los esfuerzos de Cicerón (históricamente correctos y exitosos) para absolver a Sexto Roscio de la acusación de haber asesinado a su propio padre.
La historia corta de China Miéville, «Säcken», recopilada en Three Moments of an Explosion: Stories, es una historia de terror moderna que incorpora el castigo.